# Danny Bridge
Danny Bridge (* 4. Januar 1993) ist ein irischer Rugby-League-Spieler. Er spielt für die Warrington Wolves in der Super League. Sein Bruder Chris Bridge spielt ebenfalls dort.

## Karriere
Bridge begann seine Karriere beim Waterhead ARLFC, einem Amateurverein aus Oldham. 2009 wechselte er zu den Wigan Warriors, wo er für das "Academy Team" spielte, bevor er im Juli 2011 zu den Warrington Wolves wechselte.
Zu Beginn der Super-League-Saison 2014 wurde er für einen Monat an die Bradford Bulls ausgeliehen. Er verlängerte seinen Vertrag um einen Monat, bevor er schließlich im April einen Vertrag für die ganze Saison unterschrieb. Am 23. April wurde er von den Wolves zurückbeordert.
Obwohl er für die englische U-15 und U-18-Nationalmannschaft gespielt hatte, nahm er an der Rugby-League-Weltmeisterschaft 2013 als Teil der irischen Nationalmannschaft teil.